# I piaceri e i giorni
Les Plaisirs et les Jours è una raccolta di poemi in prosa e novelle di Marcel Proust pubblicata nel 1896 presso Calmann-Lévy, con introduzione di Anatole France. Il titolo dell'opera rievoca quella di Esiodo, Le opere e i giorni. Ispirata al decadentismo elegante di Robert de Montesquiou, è stata la prima opera in volume, apparsa in edizione di lusso, del futuro autore di À la recherche du temps perdu. Ogni parte del libro può essere letta come a sé stante, ma la lettura continua di tutte le sue parti rende coerente e unitario il mondo dei salotti di Parigi che Proust frequentava abitualmente, quasi si trattasse di un'anticipazione del suo romanzo monumentale. 

## Parti della raccolta
(dalla Prefazione di Anatole France)
- Avant-propos, dédié à son ami Willie Heath, mort l'année précédente (Al mio amico Willie Heath[1]), sorta di dedica datata luglio 1894
- La mort de Baldassare Silvande, vicomte de Sylvanie (La morte di Baldassarre Silvande), racconto in 5 capitoli, datato ottobre 1894
- Violante ou la Mondanité (Violante o la mondanità), racconto in 4 capitoli, datato agosto 1892
- Fragments de comédie italienne (Frammenti di commedia italiana)
  - I. Le amanti di Fabrizio
  - II. Le amiche della contessa Myrto
  - III. Eldemone, Adalgisa, Ercole
  - IV. L'incostante
  - V. (senza titolo, inizia con "La vita è stranamente facile e dolce per certe persone di una grande signorilità naturale, intelligenti, affettuose, ma capaci di ogni vizio, benché non ne esercitino nessuno pubblicamente e non si possa accusarle di uno in particolare")
  - VI. Cere perdute, in 2 capitoli
  - VII. Snob, in 4 capitoli
  - VIII. Orante
  - IX. Contro la franchezza
  - X. (senza titolo, inizia con "Un ambiente elegante è quello dove l'opinione di ciascuno si adatta a quella degli altri")
  - XI. Scenario
  - XII. Ventaglio
  - XIII. Olivio
  - XIV. Personaggi della commedia mondana
- Mondanité et mélomanie de Bouvard et Pécuchet (Mondanità e melomania in Bouvard e Pécuchet), in 2 capitoli
- Mélancolique villégiature de Mme de Breyves (Malinconica villeggiatura della signora di Breyves), in 5 capitoli
- Portraits de peintres et de musiciens (Ritratti di pittori e musicisti), in versi[2]
- La confession d'une jeune fille (La confessione di una ragazza), in 4 capitoli
- Un dîner en ville (Un pranzo), in 2 capitoli
- Les regrets, rêveries couleur du temps (Rimpianti e sogni, colore del tempo), in 30 capitoli
- La fin de la jalousie (La fine della gelosia), in 3 capitoli

## Edizioni italiane
- Malinconica villeggiatura, traduzione di Beniamino Dal Fabbro, Alessandro Minuziano Editore, 1945,  p. 140. [il volume contiene: Maliconica villeggiatura della Signora di Breyves; Frammenti di commedia italiana; La confessione di una fanciulla; I rammarichi]
- I piaceri e i giorni, a cura di Marise Ferro, con una nota di Carlo Bo, Collezione Il flauto di Pan, Ultra, Milano, 1946; Sugar, Milano, 1968; Garzanti, Milano, 1976; Club Italiano del Libro, Milano, 1981.
- I piaceri e i giorni a cura di Claudio Rendina, Newton Compton, Roma, 1972; Fratelli Melita, La Spezia, 1981.
- I piaceri e i giorni, illustrazioni di Madeleine Lemaire, note e commento di Luzius Keller, a cura di Mariolina Bongiovanni Bertini, Bollati Boringhieri, Torino, 1988, ISBN 978-88-339-0441-2, pp.250.
- I piaceri e i giorni, traduzione di Mariolina [Bongiovanni] Bertini e Giuseppe Girimonti Greco, Prefazione di Anatole France, illustrazioni di Madeleine Lemaire, Collana Oscar Cult, Milano, Mondadori, 2022, ISBN 978-88-047-4905-9.